# R-21 (Rakete)
Die R-21 (NATO-Codename SS-N-5 Serb) war eine U-Boot-gestützte ballistische Rakete (SLBM) der Sowjetunion.
Die R-21 war die erste sowjetische Rakete mit Nuklearsprengkopf, die von einem getauchten U-Boot aus gestartet werden konnte. Sie war von den 1960er- bis in die 1980er-Jahre im Dienst und hatte eine Reichweite von rund 1400 km. Es wurden Triebwerke vom Typ S5.3 beziehungsweise S5.3M verwendet. Die verwendete hypergole Treibstoffkombination bestand aus dem Brennstoff TG-02 (Gemisch aus Triethylamin und Xylidine) und dem Oxydator AK27I (Gemisch aus Salpetersäure und Distickstofftetroxid), das bei Kontakt der beiden Komponenten spontan zündet. Da Salpetersäure das Material des Tankbehälters korrodiert, enthält das Oxidationsmittel neben Salpetersäure und Distickstofftetroxid noch zusätzlich eine geringe Menge Iod, um die Raketen auch im voll betankten Zustand länger lagern zu können.
Der Gefechtskopf enthielt eine Thermonuklearwaffe mit einer Sprengkraft von 0,8 bis 1,0 Megatonnen TNT-Äquivalent.
Die Raketen wurden auf U-Booten der modifizierten Klassen Projekt-629B und Projekt-658M installiert.